# ハドーケン!
ハドーケン！(Hadouken!)は、イギリス・イングランドはリーズ出身のロック・バンド。2006年結成。
バンド名の由来は、カプコンが開発・販売している対戦型格闘ゲーム、『ストリートファイター』シリーズ中の必殺技「波動拳（はどうけん）」から。

## 概要
バンドの中心人物ジェームス･スミスはバンド結成以前に、「ドクター・ヴェノム」というソロ名義で、プロディジー等に影響を受けた音楽活動を行っていた。当時10代のジェームスが音楽を作り始めるきっかけになったのは、ザ・ストリーツ、ディジー・ラスカルといったUK産ヒップホップやグライム・ミュージックであり、その後、カイザー・チーフスを筆頭に「ニュー・ヨークシャー・ブーム」に沸くリーズ近郊のインディー・バンドブームにも影響を受けた。結果、自身の原点であるエレクトロ志向とヒップホップ趣味、そこにインディー・ロックの形態を持ち込んだ独自のダンス＋ラップ＋ロックのごった煮サウンドを構築することとなる。
クラクソンズがシーンを席巻した『ニューレイヴ』狂騒の追い風にも乗ったバンドは、いち早くそれに続く形でブレイク、同ブームを象徴する逸材として取りざたされた。
バンド名が示唆する通り、メンバーはTVゲーム世界の影響を強く意識しており、ゲーム特有のシンセサイザー感あふれる効果音やサウンドトラックを連想させるデジタル・エフェクトを多用する。その特異っぷりからミューズのマシュー・ベラミーから「とても面白い。どういう音楽と表現していいかわからないけど、サンプリングの使い方が尋常じゃない」と寄稿された。
アルバム・デビュー前から日本でも注目度が高く、2007年でのサマーソニック出演を最初に、何度も来日公演が実現している。
2014年11月11日、他のプロジェクトに取り組むためとして無期限活動休止を発表した。

## メンバー
- ジェームス・スミス(James Smith) ― ボーカル
- アリス・スプーナー(Alice Spooner) ― シンセサイザー、キーボード
- ダニエル・ライス(Daniel "Pilau" Rice) ― ギター
- ニック・ライス(Nick Rice) ― ドラム
- クリス・パーセル(Christopher Purcell) ― ベース

## ディスコグラフィー

### アルバム
- Music for an Accelerated Culture (2008)　全英12位
- For The Masses (2010) 全英17位
- Every Weekend (2013)